# Cratere Razumov
Razumov è un cratere lunare di 75,08 km situato nella parte nord-orientale della faccia nascosta della Luna.